# Athyreus mouraensis
Athyreus mouraensis är en skalbaggsart som beskrevs av Henry Fuller Howden 2002. Athyreus mouraensis ingår i släktet Athyreus och familjen Bolboceratidae. Inga underarter finns listade.